# Ченде
Ченде (кит. спр. 承德市, піньїнь: Chéngdé Shì) — місто-округ в китайській провінції Хебей. 

## Географія
Ченде розташовується у північній частині провінції.

### Клімат
Місто знаходиться у зоні, котра характеризується вологим континентальним кліматом з теплим літом. Найтепліший місяць — липень із середньою температурою 25.6 °C (78 °F). Найхолодніший місяць — січень, із середньою температурою -8.9 °С (16 °F).
| Клімат Ченде            | Клімат Ченде | Клімат Ченде | Клімат Ченде | Клімат Ченде | Клімат Ченде | Клімат Ченде | Клімат Ченде | Клімат Ченде | Клімат Ченде | Клімат Ченде | Клімат Ченде | Клімат Ченде | Клімат Ченде |
| Показник                | Січ.         | Лют.         | Бер.         | Квіт.        | Трав.        | Черв.        | Лип.         | Серп.        | Вер.         | Жовт.        | Лист.        | Груд.        | Рік          |
| Абсолютний максимум, °C | 7            | 16           | 22           | 28           | 37           | 41           | 37           | 36           | 32           | 27           | 17           | 10           | 41           |
| Середній максимум, °C   | −2           | 2            | 10           | 18           | 26           | 29           | 30           | 28           | 24           | 17           | 7            | 0            | 16           |
| Середня температура, °C | −8           | −4           | 3            | 11           | 18           | 22           | 25           | 23           | 17           | 10           | 1            | −6           | 9            |
| Середній мінімум, °C    | −14          | −10          | −3           | 4            | 11           | 16           | 20           | 18           | 11           | 4            | −4           | −12          | 3            |
| Абсолютний мінімум, °C  | −22          | −22          | −10          | −7           | 2            | 7            | 15           | 12           | 2            | −7           | −17          | −22          | −22          |
| Норма опадів, мм        | 0            | 0            | 10           | 20           | 30           | 70           | 170          | 140          | 30           | 20           | 0            | 0            | 540          |
| Днів з дощем            | 2            | 1            | 2            | 3            | 5            | 7            | 12           | 11           | 4            | 3            | 0            | 2            | 57           |
| Вологість повітря, %    | 44           | 44           | 42           | 37           | 41           | 56           | 71           | 72           | 64           | 57           | 51           | 52           | 53           |
| ----------------------- | ------------ | ------------ | ------------ | ------------ | ------------ | ------------ | ------------ | ------------ | ------------ | ------------ | ------------ | ------------ | ------------ |
| Джерело: Weatherbase    |              |              |              |              |              |              |              |              |              |              |              |              |              |

## Адміністративний поділ
Міський округ поділяється на 2 райони, 1 міський повіт, 4 повіти та 1 гірничий район:
| Карта | Карта                 | Карта                | Карта            |
| --- | --------------------- | -------------------- | ---------------- |
| Вейчан-Маньчжу- · Монгол Феннін- · Маньчжур Лунхуа Луаньпін ① ② Ченде Пінцюань Сінлун ③ Куаньчен- · Маньчжур ① Шуанлуань ② Шуанцяо ③ Їншоуїнцзи |                       |                      |                  |
| Статус | Назва                 | Оригінал             | Населення (2020) |
| Район | Шуанлуань             | 双滦区               | 187 361          |
| Район | Шуанцяо               | 双桥区               | 493 806          |
| Місто | Пінцюань              | 平泉市               | 399 378          |
| Повіт | Луаньпін              | 滦平县               | 268 647          |
| Повіт | Лунхуа                | 隆化县               | 347 707          |
| Повіт | Сінлун                | 兴隆县               | 271 628          |
| Повіт | Ченде                 | 承德县               | 340 579          |
| Автономний повіт | Вейчан-Маньчжу-Монгол | 围场满族蒙古族自治县 | 423 676          |
| Автономний повіт | Куаньчен-Маньчжур     | 宽城满族自治县       | 240 579          |
| Автономний повіт | Феннін-Маньчжур       | 丰宁满族自治县       | 326 353          |
| Гірничий район | Їншоуїнцзи            | 鹰手营子矿区         | 54 730           |